# Кусента-Нове
Кусента-Нове (пол. Kusięta Nowe) — остановочный пункт в селе Кусента в гмине Ольштын, в Силезском воеводстве Польши. Имеет 2 платформы и 2 пути.
Остановочный пункт на линии Кельце — Фосовске, построен в 1957 году. Кроме того, здесь идёт линия к станции Ченстохова-Ракув.